# Gymnelia lucens
Gymnelia lucens är en fjärilsart som beskrevs av Paul Dognin 1902. Gymnelia lucens ingår i släktet Gymnelia och familjen björnspinnare. Inga underarter finns listade i Catalogue of Life.